# 海南叉柱花
海南叉柱花（学名：Staurogyne hainanensis）为爵床科叉柱花属的植物，是中国的特有植物。分布于中国大陆的海南等地，生长于海拔500米的地区，目前尚未由人工引种栽培。
其种加词“hainanensis”意为“海南的”。